# Swiss Army Man
Swiss Army Man (no Brasil, Um Cadáver Para Sobreviver) é um filme de comédia dramática de 2016, dirigido e escrito por Daniel Kwan e Daniel Scheinert. Protagonizado por Paul Dano e Daniel Radcliffe, teve sua primeira aparição no Festival de Cinema de Sundance em 22 de janeiro de 2016 e foi distribuído nos Estados Unidos em 24 de junho do mesmo ano, pela A24.
Recebido positivamente pelos críticos, marca o primeiro trabalho dos dois diretores do filme.

## Elenco
- Paul Dano - Hank Thompson
- Daniel Radcliffe - Manny
- Mary Elizabeth Winstead - Sarah Johnson
- Timothy Eulich - Preston
- Marika Casteel - Repórter
- Richard Gross - Pai de Hank
- Antonia Ribero - Chrissy
- Aaron Marshall - Policial
- Andy Hull - Câmera
- Shane Carruth - Coronel

## Prêmios e indicações
| Austin Film Critics Association  | Melhor Primeiro Filme | Swiss Army Man                   | Indicado |
| Gotham Awards                    | Melhor Diretor        | Daniel Kwan and Daniel Scheinert | Indicado |
| Independent Spirit Awards        | Melhor Primeiro Filme | Swiss Army Man                   | Indicado |
| Independent Spirit Awards        | Melhor Edição         | Matthew Hannam                   | Indicado |
| Toronto Film Critics Association | Melhor Primeiro Filme | Swiss Army Man                   | 2º lugar |